# Corzuela
Corzuela est une ville de la province du Chaco et le chef-lieu du département de General Belgrano en Argentine.
Son nom provient du corzuela, un mammifère quadrupède qui habite la région du Chaco.
La ville accueille un grand festival de musique folklorique pendant le mois de novembre.